# Aldersbach
Aldersbach település Németországban, azon belül Bajorországban. Lakosainak száma 4396 fő (2023. december 31.). Aldersbach Vilshofen an der Donau, Beutelsbach, Aidenbach, Johanniskirchen, Roßbach, Osterhofen és Künzing községekkel határos.

## Népesség
A település népessége az elmúlt években az alábbi módon változott:
| Lakosok száma | 944  | 1398 | 3312 | 3574 | 4243 | 4203 | 4242 | 4260 | 4365 | 4396 |
|               | 1875 | 1950 | 1975 | 1987 | 2012 | 2014 | 2016 | 2017 | 2021 | 2023 |

## Fekvése
Vilshofen an der Donautól nyugatra fekvő település.

## Története
Nevét a 8. század közepén kolostorával kapcsolatban a Codex Mondsee említette először, majd a 14. század elején templomát a kolostor egyik számlakönyve, 1123-ban pedig kolostorának neve volt ismét említve. 1140 körül az Aldersbach név már használatban volt, majd a 16. század elején latinos formában Adalogeriopagus néven volt említve.
Az 1123-ban alapított kolostor épületében nevezetes könyvtárterem van. A kolostor templomát a 18. század elején a legtisztább barokk stílusban építették át. Freskóit a nevezetes müncheni Asam fivérek készítették. A templomban ezen kívül figyelmet érdemel még a főoltár és a szószék mellett a kanonokszékek sora is, melyek intarziáit egy szerzetes készítette.

## Galéria

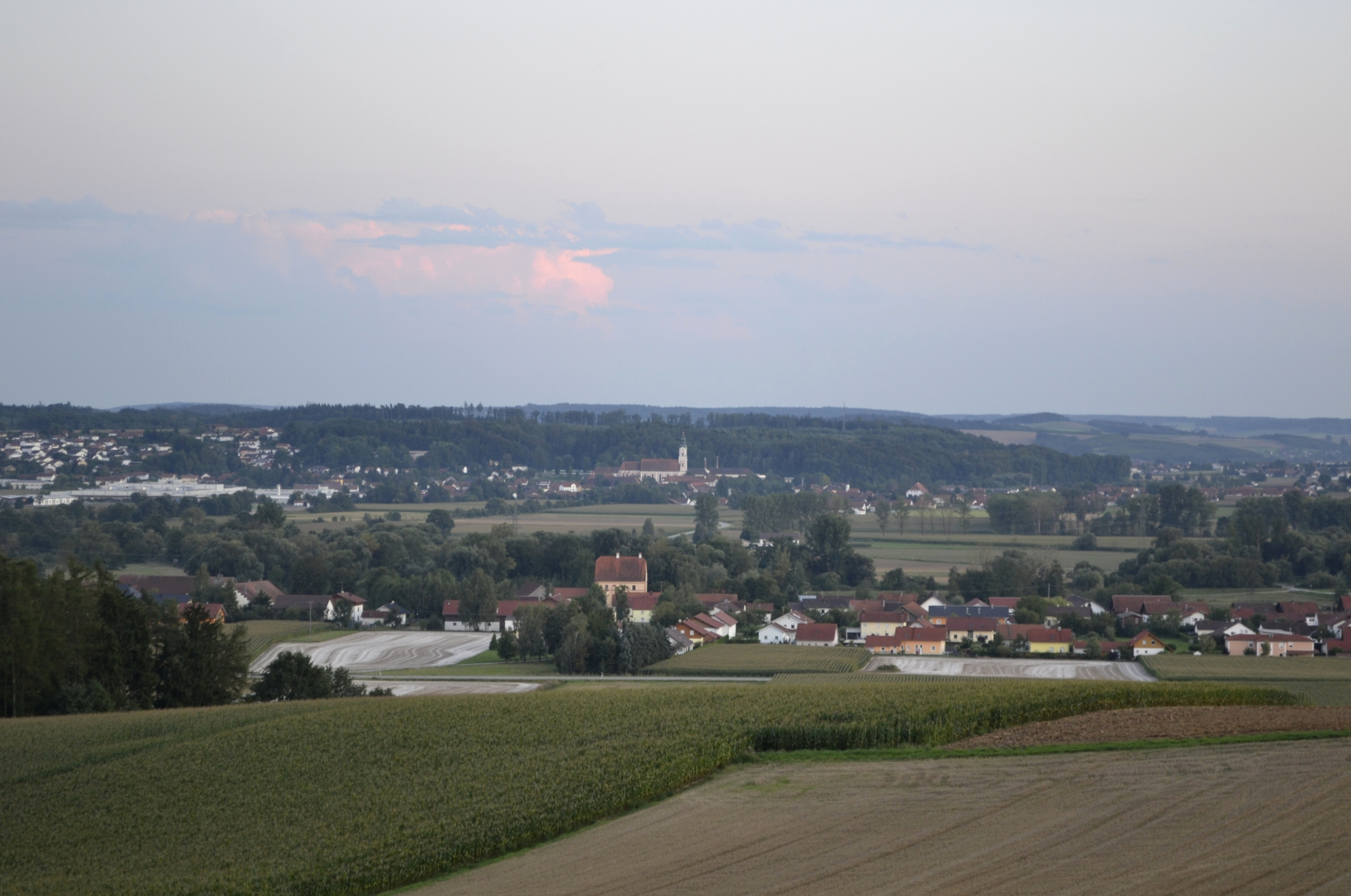
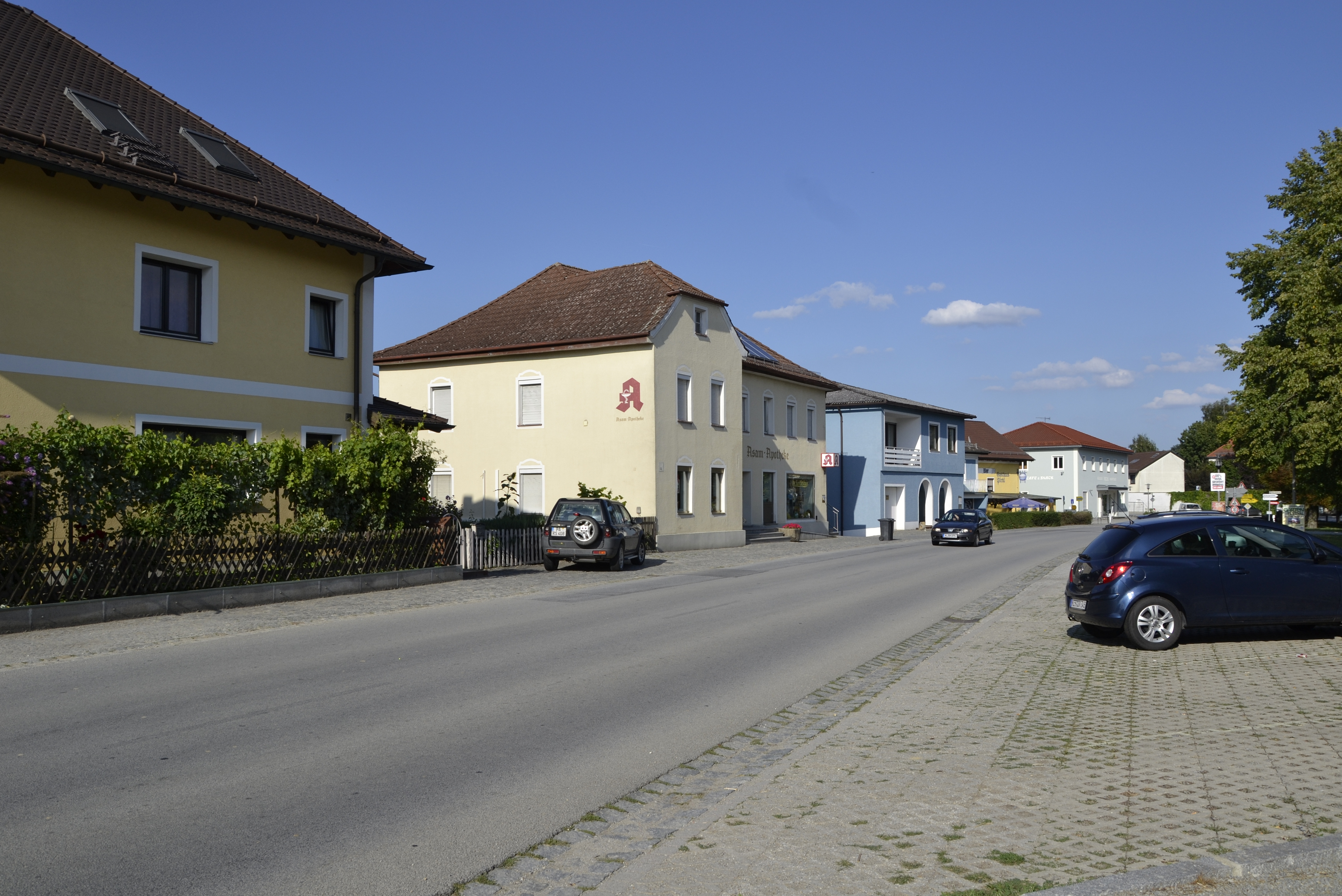
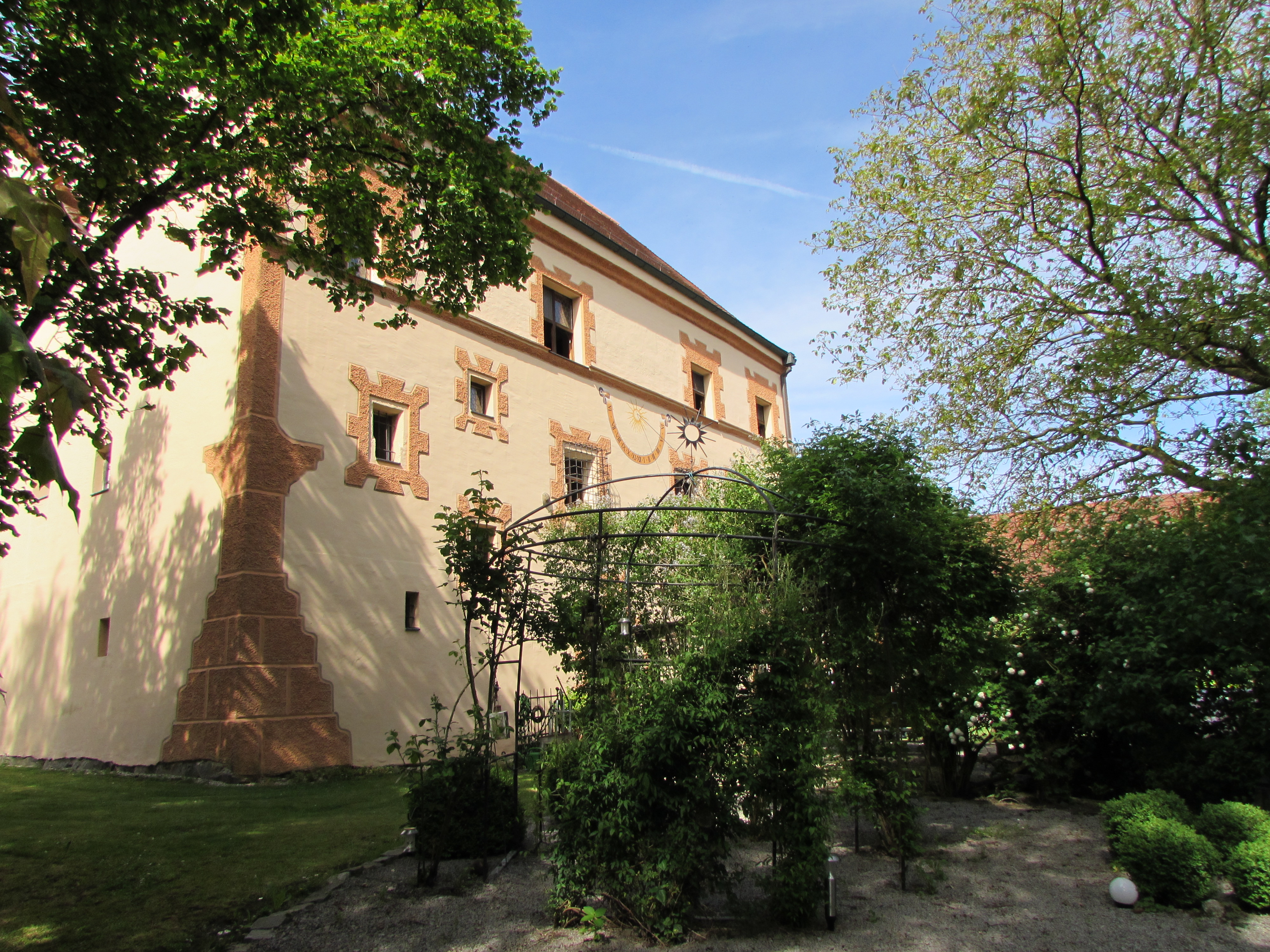
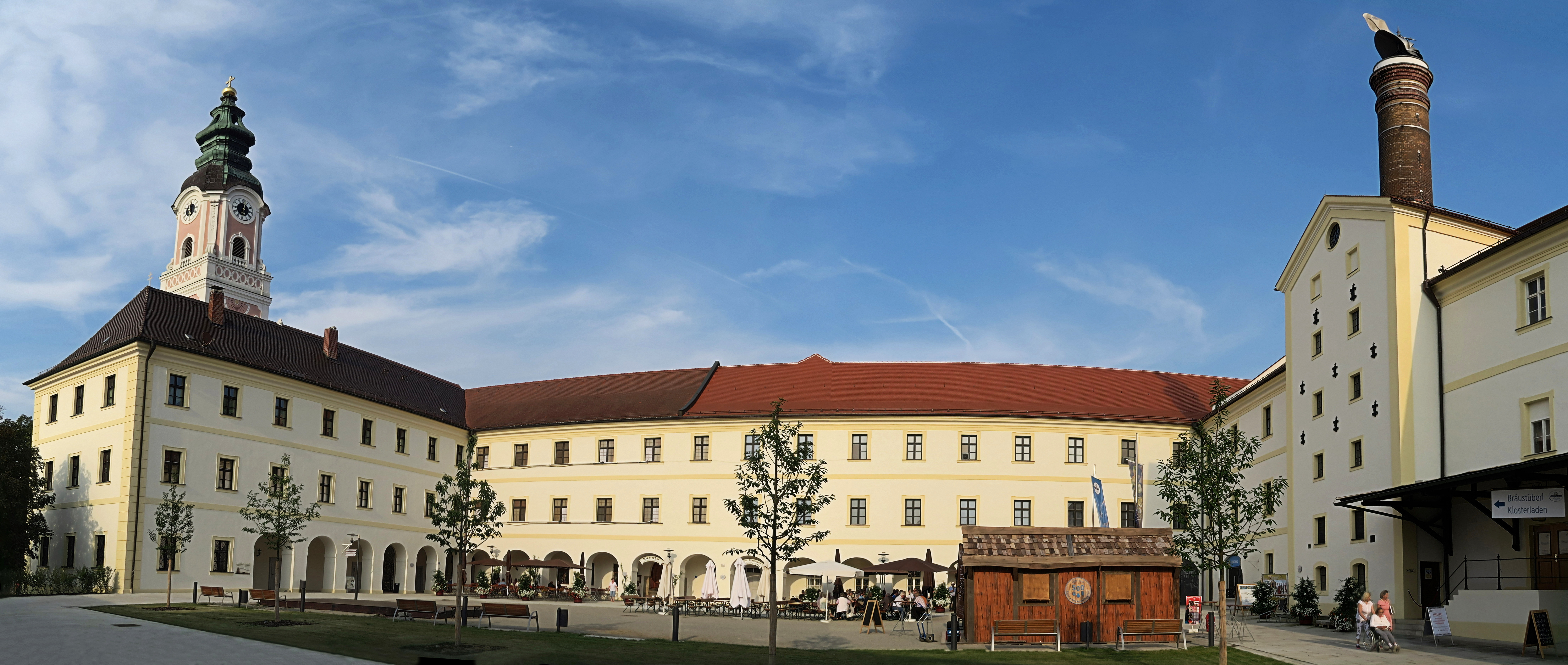
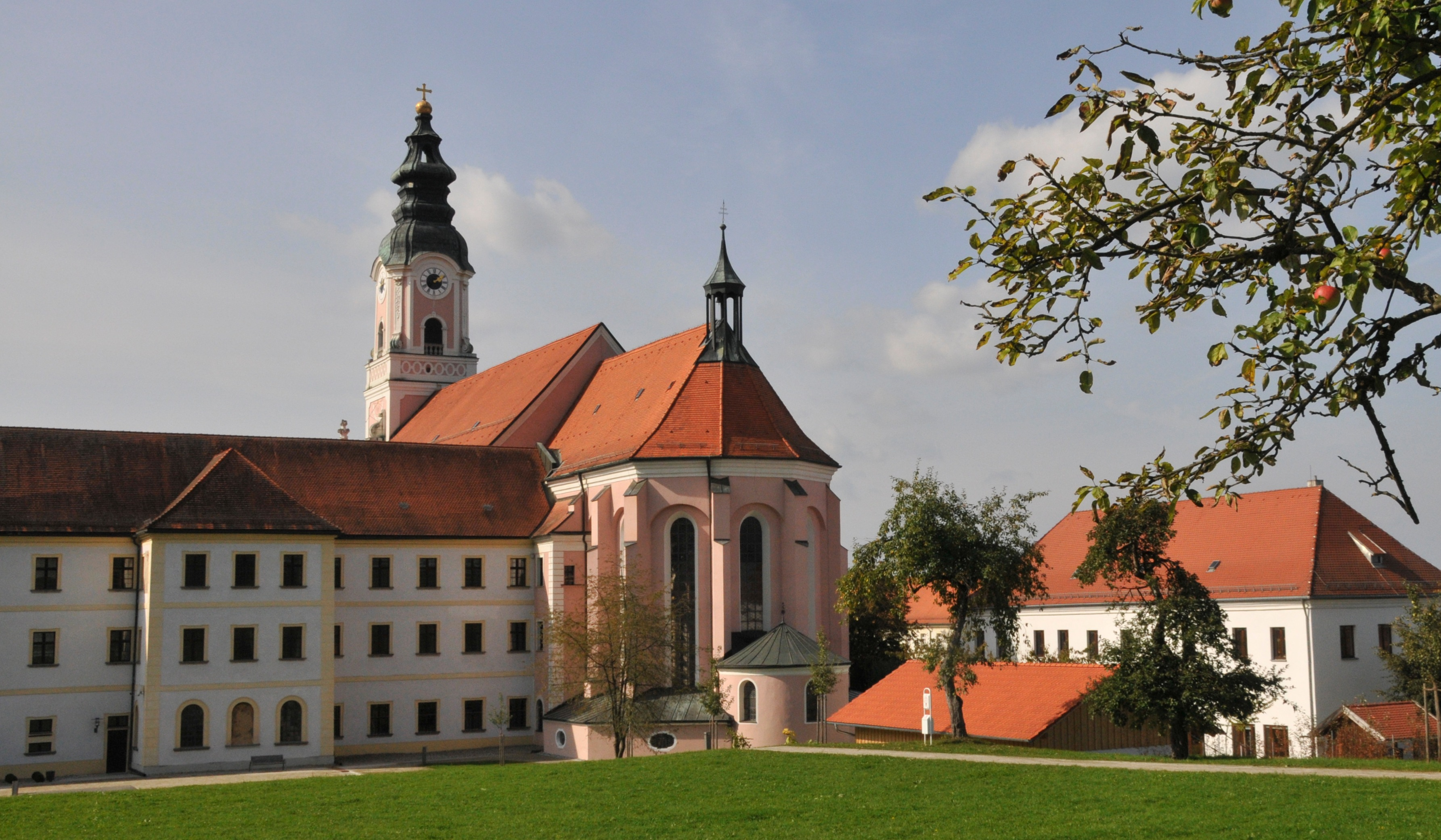
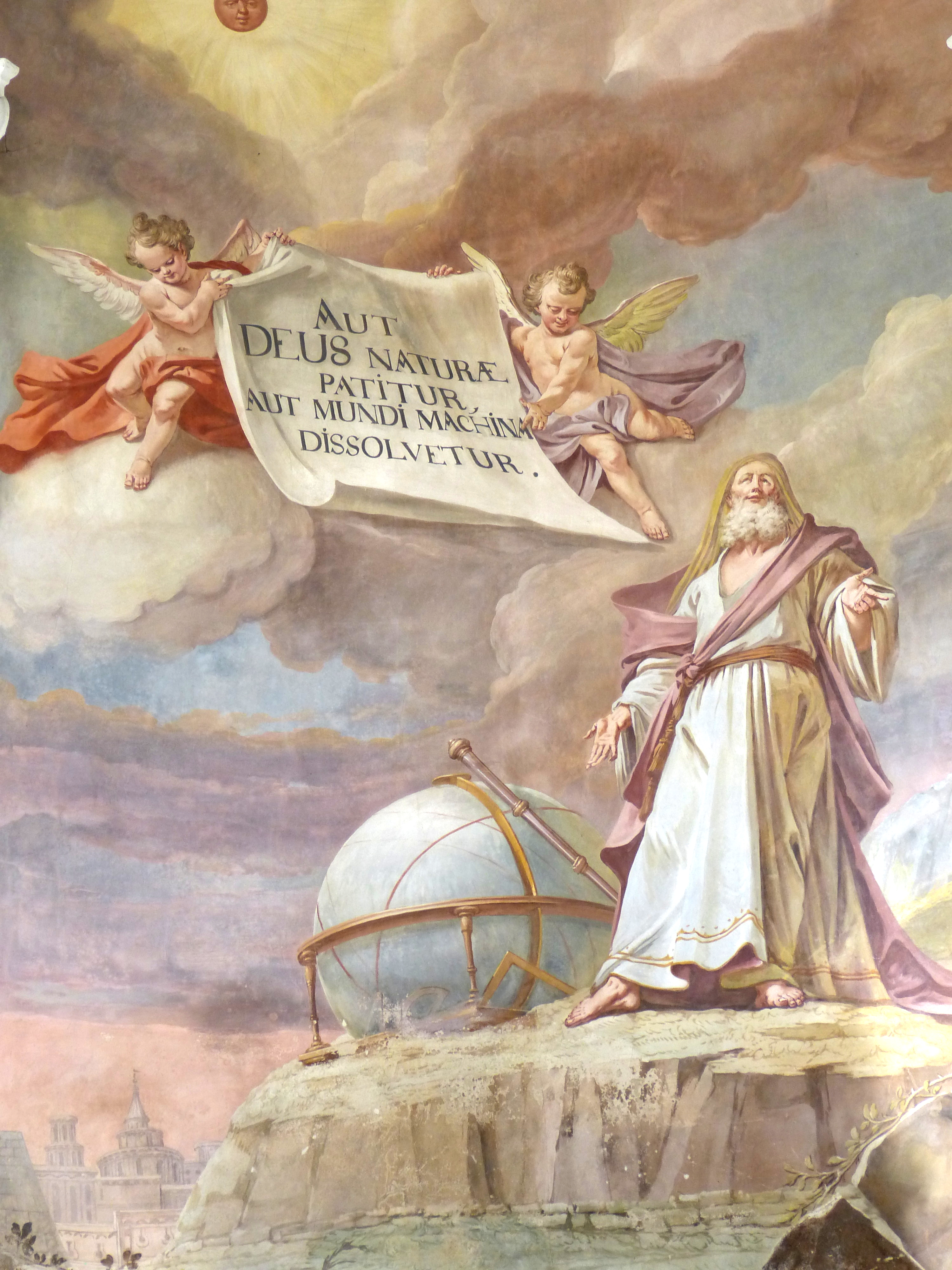
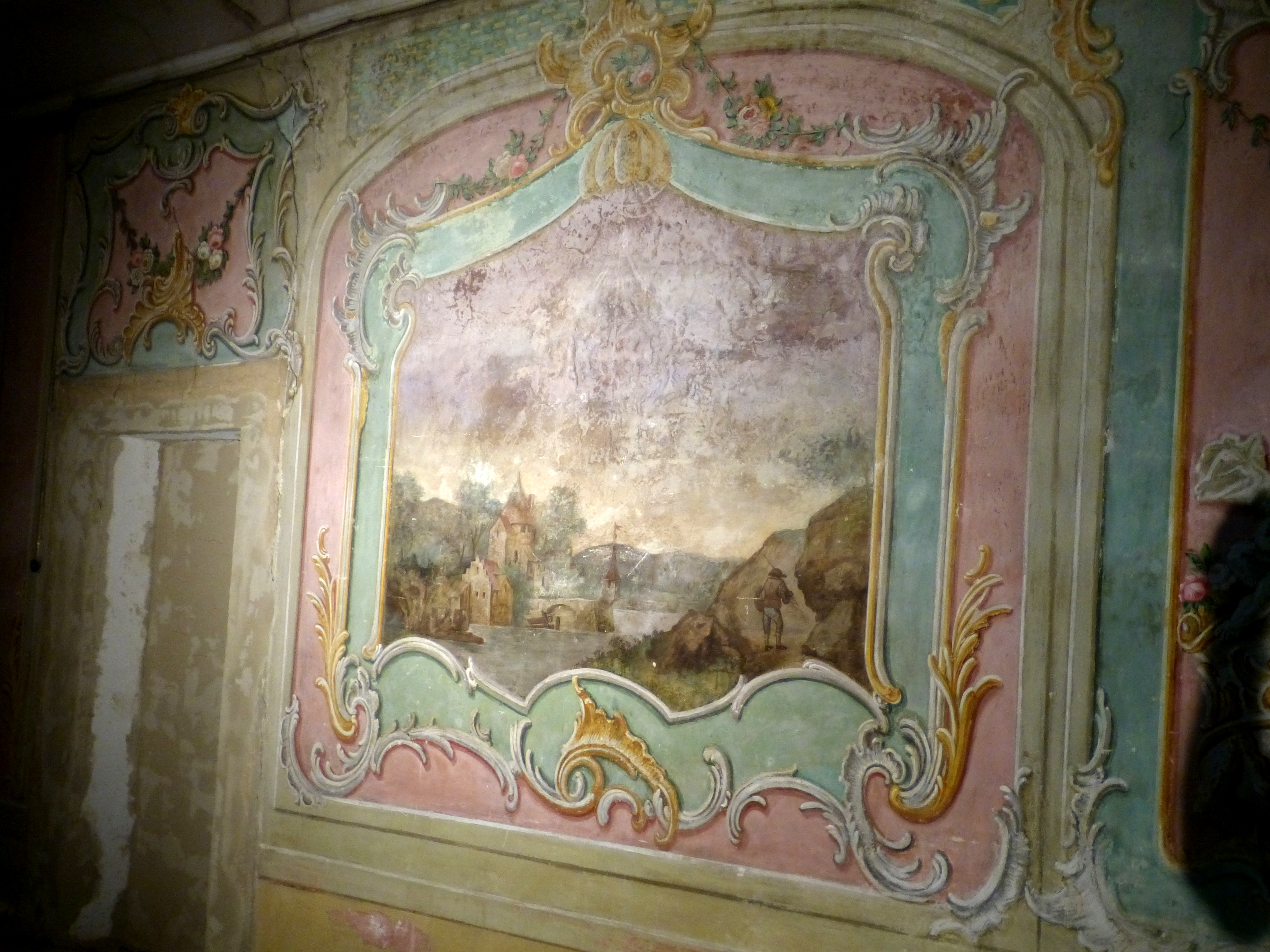
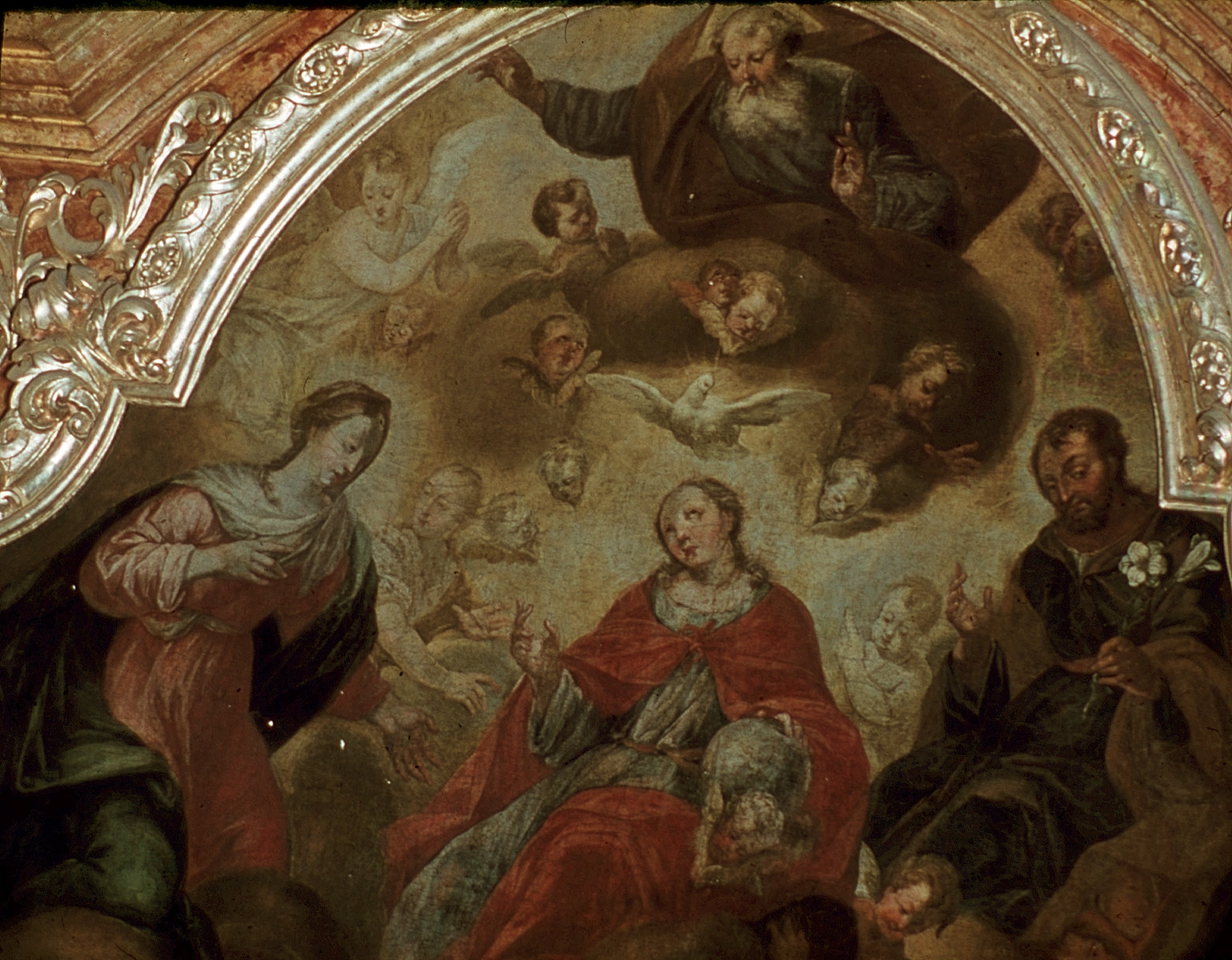
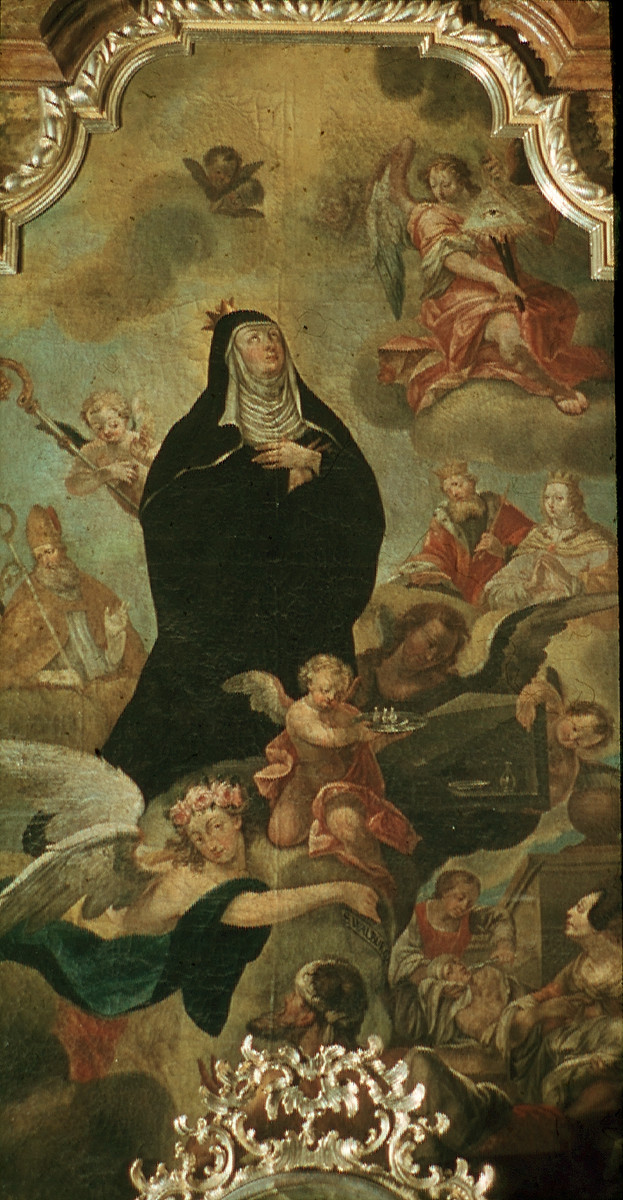

## Nevezetességek
- Kolostor
- Templom